# Troonswisseling

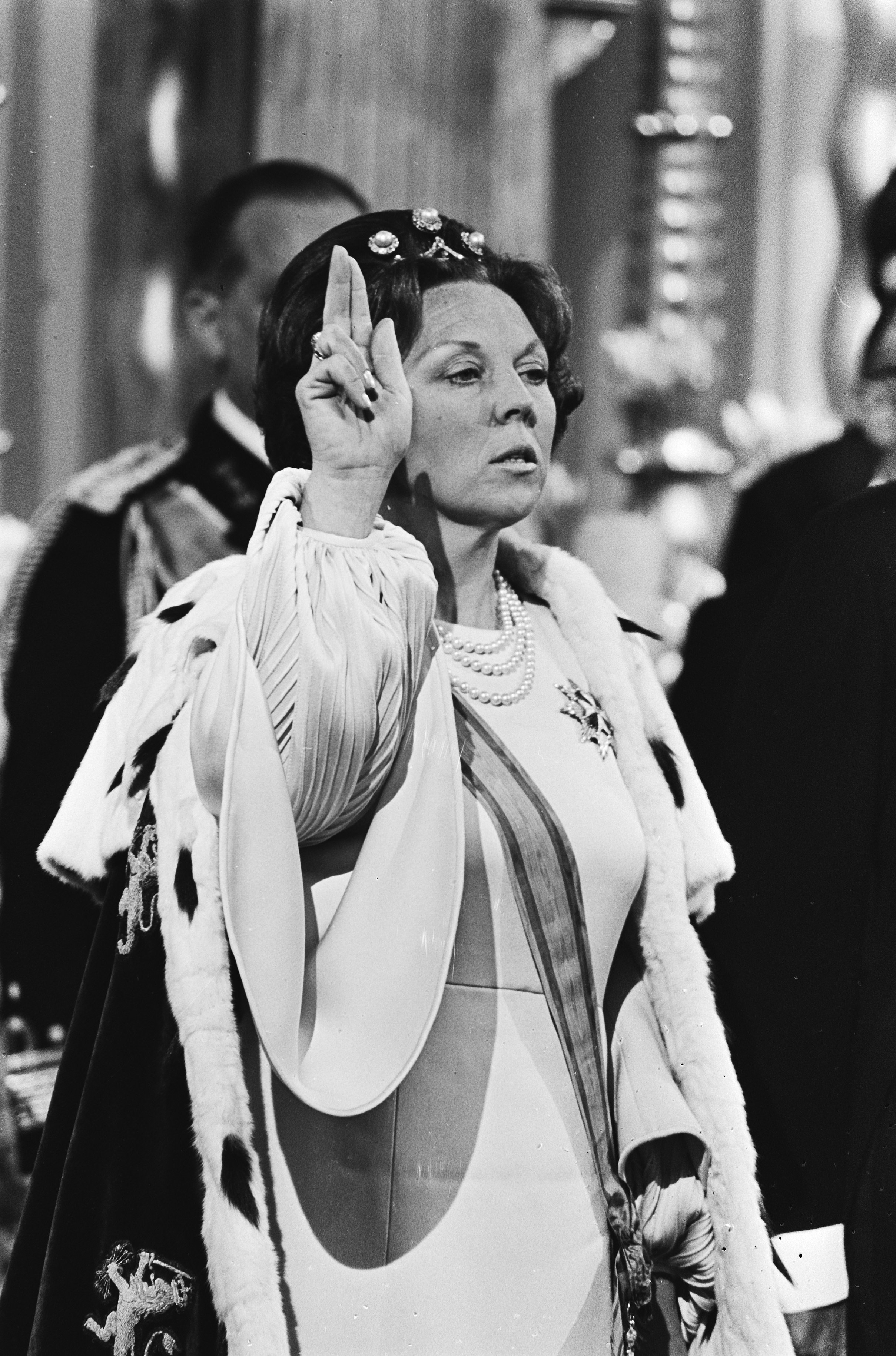
Prinses Beatrix tijdens de eedaflegging

Een troon(s)wisseling of troonopvolging vindt plaats wanneer een vorst of vorstin aftreedt van de troon en een ander persoon, meestal de oudste zoon of dochter (de kroonprins of kroonprinses) daarvoor in de plaats komt.

## Het verloop in Nederland
Volgens de Nederlandse Grondwet wordt een troon(s)wisseling altijd in Amsterdam gehouden. Eerst zal het staatshoofd (de koning of koningin) afstand doen van de troon, door de Akte van Abdicatie te ondertekenen. Dat gebeurt in de Mozeszaal in het Paleis op de Dam te Amsterdam. Die akte wordt ook door de opvolger van het staatshoofd ondertekend. De rijksministerraad (alle ministers en die van de Overzeese Gebiedsdelen) is daarbij aanwezig, evenals de voorzitters van de Eerste en Tweede Kamer, leden van het Koninklijk Huis en de vicepresident van de Raad van State (het staatshoofd zelf is de president van die Raad).
Na de inhuldiging gaat de opvolger, dus de nieuwe koning of koningin, met zijn of haar vader of moeder en echtgenote of echtgenoot naar het koninklijk balkon, waar de opvolger gepresenteerd zal worden aan de mensen op de Dam. Dit wordt de balkonscène genoemd. De nieuwe koning/koningin zal dan een kleine toespraak houden. Daarna worden de kinderen (als hij of zij die heeft) erbij gevoegd en zal het publiek applaudisseren voor de koninklijke familie. Daarna zal de koninklijke familie zich naar de Nieuwe Kerk bevinden, waar de inhuldiging zal plaatsvinden.
Tijdens al die gebruiken draagt de opvolger een rokkostuum met daaroverheen een mantel van hermelijnenbont, die nog afkomstig was van zijn of haar vader of moeder.

### Verdieping
- Troonswisseling in Nederland (1948), koningin Wilhelmina draagt het koningschap over aan koningin Juliana
- Troonswisseling in Nederland (1980), koningin Juliana draagt het koningschap over aan koningin Beatrix 
  - Herdenkingsmunt troonswisseling Nederland 1980
- Troonswisseling in Nederland (2013), koningin Beatrix draagt het koningschap over aan koning Willem-Alexander
  - Herdenkingsmunt troonswisseling Nederland 2013

## Het verloop in België
- Troonswisseling in België (2013)